# 荒川仁人 対 オマール・フィゲロア戦
荒川仁人 対 オマール・フィゲロア戦（あらかわにひと たい オマール・フィゲロアせん）は、2013年7月27日にアメリカ合衆国テキサス州サンアントニオのAT&Tセンターで開催されたプロボクシングの試合である。日本の荒川仁人と米国のオマール・フィゲロアは空位のWBC（世界ボクシング評議会）世界ライト級暫定王座を懸け、『ノックアウト・キングス II』と銘打たれた興行において、メインカード3試合のセミファイナルで対戦。米国ではショウタイムの『チャンピオンシップ・ボクシング』が中継し、日本ではWOWOW『エキサイトマッチ』が放送した。試合は希代の打撃戦となり、フィゲロアの判定勝利で幕を閉じた。マスメディアや関係者、観衆の多くは両者の勇気を絶賛したが、その一部は肉体的なダメージに対する懸念と渾然一体となっていた。

## 懸けられた王座
この試合は、WBC（世界ボクシング評議会）世界ライト級暫定王座決定戦として行われた。同暫定王座は、WBC世界ライト級王者（正規王者）のエイドリアン・ブローナーがWBA（世界ボクシング協会）世界ウェルター級王座に挑戦するために、ライト級戦線を一時的もしくは長期的に離脱することから設置されていた。
荒川仁人はWBC世界ライト級1位、オマール・フィゲロアは同3位で、この時、同2位にはメキシコのダニエル・エストラーダがランクされていた。エストラーダは2012年11月にメキシコシティ開催のWBCライト級挑戦者決定戦で荒川に判定勝利を収めたが、この試合は進行管理および判定結果の両面で物議を醸していた。WBCは荒川とエストラーダに再戦を指示したが、エストラーダ陣営は消極的な姿勢を見せ、2013年7月にはWBC主催の『ボクシング・ワールドカップ』に出場することを予定していた（この企画『ボクシング・ワールドカップ』は2009年頃から毎年公表されては立ち消えとなっていた）。そのため、空位のWBC世界ライト級暫定王座は1位の荒川と3位のフィゲロアで争われることになった。

## 選手の概要

### 赤コーナー
荒川仁人は東京都武蔵野市生まれ。アマチュア戦績は4勝 (3RSC) 1敗。八王子中屋ボクシングジムの所属選手として、2004年2月にプロデビュー。翌年、全日本ライト級新人王を獲得。2010年4月に日本同級王者、2011年10月にOPBF東洋太平洋同級王者となった。対戦前のプロ戦績は24勝 (16KO) 2敗1分。本来は激闘型ではなく、ジャブを突き、メキシコ合宿などを通じて磨いたフェイント技術を駆使しながら左ストレート、あるいはフック、アッパーカットのタイミングを探る。しかしスロースターター気味であるため、序盤の戦い方が鍵となることを荒川は自覚していた。2012年2月に対戦した三垣龍次は、その試合の前に、「荒川選手はサウスポーのテクニシャンですけど、タフファイトは彼の本性の一つだと思う」と分析している。同年8月の嶋田雄大戦では2つのラウンドで100以上の手数を出していたことが、コンピュボックス社による打撃分析データとして報告されている。日本国外での試合は同年11月のダニエル・エストラーダ戦以来で、これが2度目であった。
試合前、WOWOWによるインタビューの中で意気込みを聞かれた荒川は、次のように答えている。
ネバダ州ラスベガスでの6日間の調整を経て、7月24日にサンアントニオに到着。八王子中屋ジムの同僚でOPBF東洋太平洋スーパーウェルター級王者のチャーリー太田がスパーリングパートナーとして同行した。愛称は「ベビーフェイス・スナイパー」（童顔の狙撃手）。31歳。

### 青コーナー
オマール・フィゲロアは、メキシコ人の両親がメキシコから米国に移住した後に、テキサス州のウェスラコで生まれた。6歳でボクシングを始め、7歳から試合に出場。アマチュア時代はメキシコで約200試合、米国で約60試合を経験した。高校卒業の2週間後、2008年6月にプロデビュー。奨学金でテキサスA&M大学に入学し、建設科学を学んでいたが、19歳の時にボクシングの世界王座奪取に集中するために中退。2009年11月にオスカー・デ・ラ・ホーヤ率いるゴールデンボーイ・プロモーションズと契約した。アル・ヘイモンが父親のオマール・フィゲロア・シニアと共同でアドバイザーを務めている。2011年に自動車事故でブランクを作った後、2012年にショウタイムの中継番組『ショウボックス』に初登場。そこでスター候補のマイケル・ペレスにTKO勝ちを収め、ボクシングの楽しさに目覚めた。生後9か月（当時）の娘がおり、フィゲロア・シニアはマネージャー、トレーナーも務めている。
対戦前のプロ戦績は22戦無敗 (17KO) で、16KOは3回までに決着。最後の7勝のうち6勝は2回までに決着していた。直近の試合はサウル・アルバレス対オースティン・トラウト戦のアンダーカード（前座試合）で行われ、アラモドームの39,247人の観衆の前で、ミゲール・コットのはとこであるアブネル・コットとの無敗同士の対戦に初回KO勝利を収めた。荒川の身長は約173センチメートル、リーチは約180センチメートルであったのに対し、フィゲロアの身長は約172センチメートル、リーチは約185センチメートル。基本の右構えから左に自在にスイッチし、強打を最大の武器とする。
フィゲロア・シニアは、日本人とメキシコ人の対戦は伝統的によくかみ合うと考えており、フィゲロアは試合前に、「日本のボクサーはメキシコのボクサーとよく似ていて、誇り高く、強い気持ちで戦う。だから荒川の心が折れることはないだろう。」と語っている。7月21日にサンアントニオに到着した。愛称は「パンテリータ」（スペイン語で「小豹」の意）。23歳。

## 試合経過

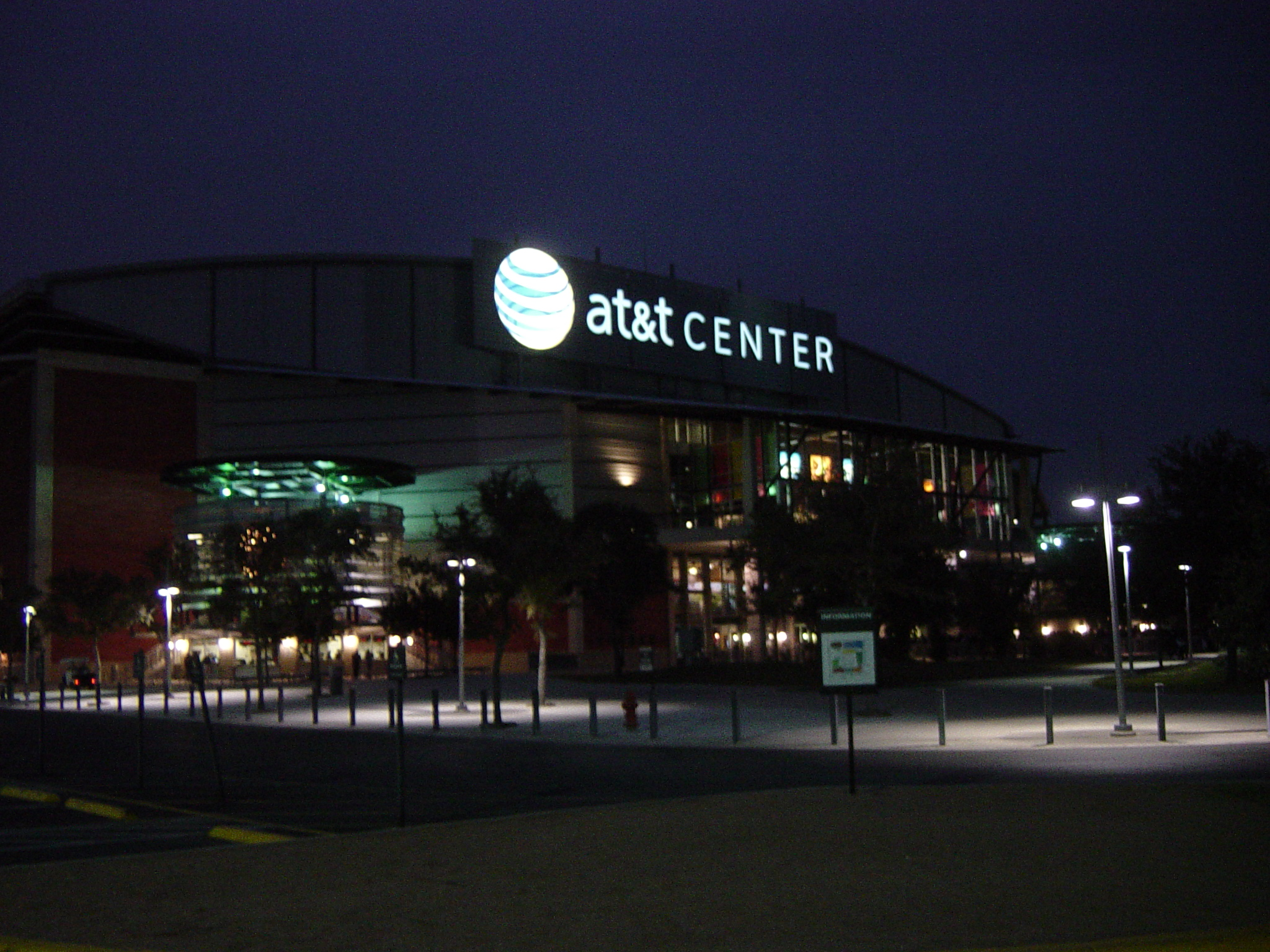
会場となったAT&Tセンターの外観

試合前には、フィゲロアはゴールデンボーイ・プロモーションズ期待のホープであったのに対し、荒川は米国では無名の存在であった。会場となったAT&Tセンターはフィゲロアの生まれ育ったウェスラコから4時間ほどの距離にあり、大半の観客がフィゲロアを観に来ていた一方で、荒川はメインカードに出場する6人のうち最も知られていない選手だった。
強打のフィゲロアに対して荒川のとるべきプランは、アウトボクシングをするか、ノックアウトするかの二者択一だった。7月25日に行われた公式記者会見では、荒川は自分が世界王座を獲得するためにはノックアウトするしかないと話し、また「私は自分がほしいもの、彼がほしいもの両方がわかります。だからエキサイティングな試合が待っています。」と発言。フィゲロアは「この“ノックアウト・キングス”の一人として、自分がKOアーチストと認知されたことに誇りを感じます。私は全力を傾けてファンにエキサイティングでKOが生まれるファイトを提供します。」と述べた。
前日計量はともにリミットの61.23キログラムでパス。試合当日の計量では、荒川が約68.5キログラム、フィゲロアは約68.0キログラムだった。観衆は8,811人。荒川とフィゲロアの両陣営はそれぞれ、スポンサーやサポーターの名を入れた「支援Tシャツ」を着てリングに入場した。

### 各回の推移
1回
フィゲロアが長いリーチを生かし、より重いボディーブロー、アッパーカットで猛攻を仕掛ける。荒川はフックを浴び、足元がふらつき気味になる。フィゲロアは初回からパワー全開で、手数104のうち、60発をヒットさせた。荒川は手数78のうち17発しか当てることができなかった。
2回
序盤、荒川がフィゲロアをロープに押し込んでいく。フィゲロアの右フックが頭の上をかすめ、バランスを崩したところに連打で追撃されると、荒川は膝を落としてダウンを喫した。しかし荒川は前進を止めず、フィゲロアのパンチの威力を軽減するために距離を詰め、自らのパンチを出し続けた。フィゲロアはスイッチしながらボディーを狙った。荒川はラウンドを戦い終えたが、早い回でのKO決着が予想される展開となった。
| 採点者：アル・バーンスタイン                                                                                              | 採点者：アル・バーンスタイン                | 採点者：アル・バーンスタイン                | 採点者：アル・バーンスタイン                | 採点者：アル・バーンスタイン                |                            | 採点者：ポール・マリナッジ | 採点者：ポール・マリナッジ | 採点者：ポール・マリナッジ | 採点者：ポール・マリナッジ | 採点者：ポール・マリナッジ |
| 荒川 | 荒川                                        | 対                                          | フィゲロア                                  | フィゲロア                                  | 荒川                       | 荒川                       | 対                         | フィゲロア                 | フィゲロア                 |                            |
| RS | TS                                          | 回                                          | TS                                          | RS                                          | RS                         | TS                         | 回                         | TS                         | RS                         |                            |
| --- | ------------------------------------------- | ------------------------------------------- | ------------------------------------------- | ------------------------------------------- | -------------------------- | -------------------------- | -------------------------- | -------------------------- | -------------------------- | -------------------------- |
| 9 | 9                                           | 1                                           | 10                                          | 10                                          | 9                          | 9                          | 1                          | 10                         | 10                         |                            |
| 9 | 18                                          | 2                                           | 20                                          | 10                                          | 8                          | 17                         | 2                          | 20                         | 10                         |                            |
| 9 | 27                                          | 3                                           | 30                                          | 10                                          | 10                         | 27                         | 3                          | 29                         | 9                          |                            |
| 10 | 37                                          | 4                                           | 39                                          | 9                                           | 10                         | 37                         | 4                          | 38                         | 9                          |                            |
| 9 | 46                                          | 5                                           | 49                                          | 10                                          | 9                          | 46                         | 5                          | 48                         | 10                         |                            |
| 8 | 54                                          | 6                                           | 59                                          | 10                                          | 8                          | 54                         | 6                          | 58                         | 10                         |                            |
| 10 | 64                                          | 7                                           | 68                                          | 9                                           | 10                         | 64                         | 7                          | 67                         | 9                          |                            |
| 9 | 73                                          | 8                                           | 78                                          | 10                                          | 9                          | 73                         | 8                          | 77                         | 10                         |                            |
| 計 | 111                                         | –                                           | 116                                         | 計                                          | 計                         | 111                        | –                          | 115                        | 計                         |                            |
| 減点：WBCルールでは荒川にマイナス1点（3回）                                                                               | 減点：WBCルールでは荒川にマイナス1点（3回） | 減点：WBCルールでは荒川にマイナス1点（3回） | 減点：WBCルールでは荒川にマイナス1点（3回） | 減点：WBCルールでは荒川にマイナス1点（3回） | 結果：フィゲロアの判定勝ち | 結果：フィゲロアの判定勝ち | 結果：フィゲロアの判定勝ち | 結果：フィゲロアの判定勝ち | 結果：フィゲロアの判定勝ち |                            |
| 8回までの各ラウンドと12回終了時点のデータ。バーンスタイン、マリナッジともに、9回から12回までの合計は38–38で両者イーブン。 |                                             |                                             |                                             |                                             |                            |                            |                            |                            |                            |                            |

3回
荒川はボディー攻撃で自分の距離を保ちながら、この回もフィゲロアをロープに押し込んでいく。荒川の連打を受けてフィゲロアが猛反撃。フィゲロアはクリーンヒットを受ける度に攻撃に拍車をかけていく。フィゲロアは上を狙い、ラウンド終盤は攻勢。偶然のバッティングでフィゲロアが鼻梁をカットし、負傷しなかった方から減点するというWBCルールにより荒川は1ポイントを失った。米国のスペイン語局ウニビシオンの公式ウェブサイトは、荒川は神風の権化のようだったと譬えている。
4回
両者ともに持っている限りのあらゆるパンチを出し、フィゲロアは再び荒川にダメージを与えたが、荒川も気勢を保っている。荒川は顔を血で染めたフィゲロアをロープに詰めたが、両者ともに下がらず打ち合い、観客の歓声を受けた。フィゲロアの手数66に対し、荒川は110発のパンチを放ち、BWAA（全米ボクシング記者協会）のマイケル・ウッズは「傑出したラウンド」と記している。
5回
荒川は執拗にこつこつとパンチを重ね、フィゲロアも有効なパンチで応戦。荒川は鋭い右を被弾したが半歩も下がることはなく、アクションに満ちた、拮抗したラウンドとなった。フィゲロアは流血したまま攻撃を続けた。荒川もプレッシャーをかけ続け、試合後半でのノックアウトを狙う。フィゲロアはボディーブローや左右フックを返すが、荒川は疲労を蓄積させながらも決定打は許さない。
6回
ラウンド終盤、フィゲロアは右フックからの連打で荒川をぐらつかせる。ロープがあったためにマットに触れることはなかったが、荒川はダウンカウントをとられた。BWAAのジェイク・ドノバンはこのタイミングでのダウン裁定を妥当なものと見ておらず、荒川が8秒を与えられたことでフィゲロアはKO決着のベストショットを逸したと書いている。荒川は体勢を立て直すとひたすら前進し、反撃を続けた。強打の威力はなかったが、荒川はクリーンヒットではフィゲロアを上回った。
7回
フィゲロアは鼻梁から血を流しながら左にスイッチした後、またオーソドックススタイルに戻る。荒川は失速気味であったが手を出し続け、絶え間ない動きでフィゲロアの勢いを削いでいく。荒川は意識がはっきりしている限り後退することなく、桁外れのスタミナを見せた。
8回
荒川は目の腫れで失速。フィゲロアの攻撃にも勢いはない。フィゲロアが2、3度右を当て、再び荒川をふらつかせた。荒川は時には猛攻に耐えつつ、自分の打撃に集中。再び接近戦に活路を見出すが、レフェリーストップとなる可能性もあった。上述のウニビシオンは、荒川の左目は腫れ上がり、フィゲロアのパンチを受け続けてまだ立っていることが奇跡的なほどであったが、エネルギーよりも気力でラウンドを終えたとレポートしている。荒川はローブローで2度目の警告を受けた。終盤、テレビ中継で解説を務めていた現役ボクサーのポール・マリナッジは、試合を止めるべきかどうかという疑問を口にし、視聴者も同じ疑問を抱き始めていた。
9回
荒川はいくらか回復を見せたが、最後にクリーンヒットをもらった。両者とも足を止めて打ち合い、動いているのは手だけという状態であった。この辺りまで、フィゲロアはそれほど疲れた様子は見せなかった。荒川は手を休めないが、腫れ上がった左目に強打を受ける度にチャンスを減らしていく。その腫れのために、フィゲロアの右は感覚でよける以外に察知できなくなっていた。
10回
荒川は塞がった視界で前に出続け、この回も接近戦となった。9回終了後、フィゲロアはトレーナーのホエル・ディアスに両手がおかしいと訴え、それ以降は被弾が多くなった。荒川は感覚的にフィゲロアの打撃を回避していた。
11回
荒川が連打で反撃。フィゲロアはまだ両手を使っていたが、ロープに詰まって被弾。両者がパンチを交錯させると観衆は轟音のようなどよめきをあげた。フィゲロアは失速してロープに腰を落とし、カウンターを狙っている様子だったが、その間、多数のパンチを受けた。上述のドノバンは、荒川の闘争本能はフィゲロアの手の負傷を察知したに違いない、荒川はどのラウンドにも厳しい被弾を重ねた後で力を振り絞ってフィゲロアにダメージを与え、流れを変えてみせたと書いている。このラウンドは荒川が支配。8回以降は荒川の安全のために試合停止を求める声が多かったが、それは最後の3ラウンドで様々なソーシャルメディアを通じて称賛に変わっていった。
12回
両者ともに燃料切れの状態だったが打撃戦は続いた。数ラウンド前から試合続行を危ぶまれていた荒川がフィゲロアをロープに追い込む。ロープ際で攻防を繰り広げる両者を見てテレビ解説のマウロ・レナロはまるで初回のようだと言い、最後に次のように叫んで試合終了までの解説を終えた。
これと同時に試合終了のゴングが鳴ると、それまでに立ち上がっていた観客席のみならず、報道関係者席も総立ちとなって両者に拍手喝采を送った。

### 結果
3人の公式ジャッジは、米国のデイブ・モレッティ、メキシコのホセ・ゲレーラがいずれも118–108、米国のマックス・デルーカが119–107と採点し、ユナニマスディシジョンでフィゲロアが勝利を収め、WBC世界ライト級暫定王者となった。『リング』誌の採点は115–111、『リング』誌やイギリスの『ボクシング・マンスリー』誌で記者を務めるマーク・オルテガも115–111、ESPN.com記者のダン・レイフィールは116–110、また、テレビ中継で解説を務めたアル・バーンスタインとポール・マリナッジはそれぞれ116–111、115–111と採点し、いずれもフィゲロアの勝利としている。

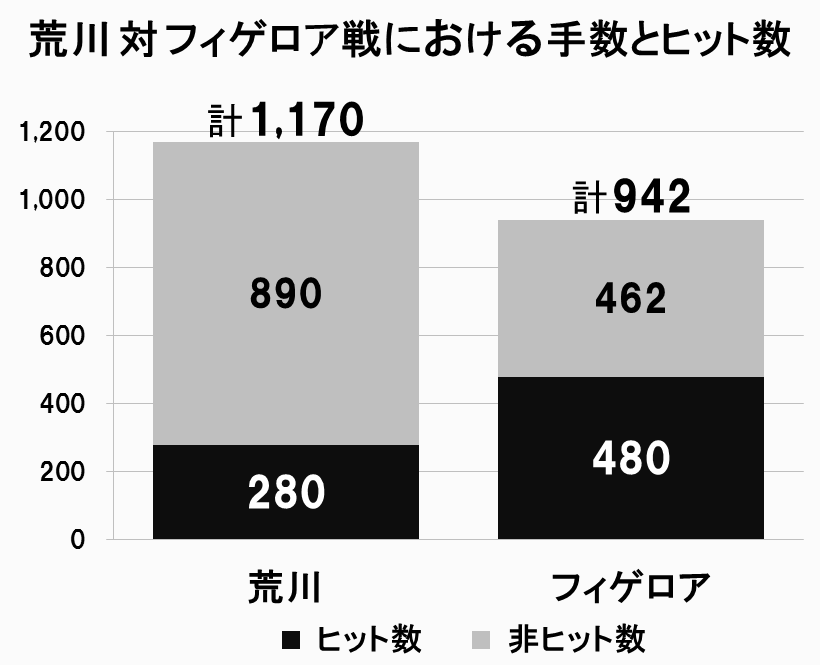
コンピュボックス社による、荒川対フィゲロア戦の全12回における手数とヒット数

コンピュボックス社によるデータは、この試合がどれだけアクション満載であったかを強調するものとなった。試合を通して、フィゲロアは手数942のうち480発（51パーセント）をヒット。荒川は手数1,170のうち280発（24パーセント）をヒットさせた。ラウンド平均では、フィゲロアは79の手数のうち40発、荒川は98の手数のうち23発を当てた（ライト級の手数の平均値は1ラウンドに62.4）。両者の手数は合計で2,112に及び、ラウンド平均で176、分平均で59。ほぼ毎秒どちらかがパンチを繰り出していた。最も多かった5回には両者合計で202、最も少なかった2回にも合計150のパンチを放っていた。両者がヒットさせた760のパンチのうちジャブを除くパワー系のパンチは716発で、全体の94パーセントを占めた。フィゲロアはパワー系のパンチを手数794のうち450発（57パーセント）ヒットさせたが、この数値はコンピュボックス社の28年にわたるパンチ統計史上、全階級を通じて4位を記録した。フィゲロアのパンチはよりパワフルで正確であったが、荒川も960のパワー系パンチを放ち、266発（28パーセント）を当てていた。
ショウタイムの中継番組で発表される、コンピュボックス社の分析による "SHO Stats" （ショウスタッツ）と名付けられたデータでは、フィゲロアが当てた480発のパンチの多くは荒川の首より上に当たっていた。米国人レフェリーのローレンス・コールは試合の途中まで慎重に観察し、ストップを念頭に置いておく必要があったが、荒川は攻撃を続け、終盤には猛反撃に転じた。
両者は試合終了とともに互いに敬意を表し、左目を腫らした荒川と鼻梁から血を流すフィゲロアは観客から大喝采を受けた。

### 選手インタビュー
実況のジム・グレイが敗者の荒川に先にマイクを向けると、「フィゲロアの方が強かった。その一言です。」「この舞台に立つまで大きな協力を得て、たくさんの人が応援してくれた。諦めるわけにはいかない、と思いながら戦った。」と話し、最後に「本当にありがとう、テキサス、サンアントニオ！」と英語で叫んだ。
フィゲロアは荒川に歩み寄ると「素晴らしい試合だった。敬意以外に何もない。」と声をかけ、次のように話している。
フィゲロアはまた「荒川はリングで驚異的な、凄まじい戦いぶりを見せた」と言い、インタビューが終わると自分の肩に掛けていたチャンピオンベルトを外し、フィゲロア・シニアの首に掛けた。

## 試合後
フィゲロアと荒川は検査のために病院へ行き、笑顔でポーズをとり一緒に写真に収まった。
フィゲロアは鼻梁を4針と目の上を8針縫合した。翌日には拳が握れなかったが、2日後に腫れはひき、骨折はなかった。打ちつ打たれつの打撃戦で、互いにエネルギーを枯渇させるような試合となったが、「だから荒川と戦いたかった。この試合は何か特別なものになるような気がしていた。そしてそれは現実のものとなった。」と話している。
またフィゲロアは、試合中にどのようなことを考えていたのかと問われると、「もしアウトボクシングをしたらばててしまうと思い、とにかく打ち続けて荒川を寄せ付けないようにしておかなければならず、インファイトを続けた」「両手が物凄く痛かったので、顔でパンチをブロックする [打たせておく] 方が手でブロックするよりもましだった。戦いながら、いろいろなことが頭をよぎった。僕が感じていた痛みは、僕以外の誰にもわからない。12ラウンドを戦ったことがなかったので、最後まで戦い切れるように自分を抑え、エネルギーが消耗しないようにベストを尽くした。」と話している。フィゲロアは試合中、拳ではなく手首にダメージを負い、その回復に最も時間を要した。このダメージにより、7週間後の9月14日、2013年最大のボクシングイベントと言われるサウル・アルバレス対フロイド・メイウェザー・ジュニア戦のアンダーカードに出場する計画は流れた。フィゲロアはWBCの7月度月間最優秀選手に選出された。
荒川は「中盤から後半にかけ、（中屋廣隆）会長に距離を取れと言われた時に従えなかったのが自分の未熟な部分。決して勝てない相手ではなかった。」と世界王座を逸したことを悔やんだ。また、11回の攻撃でフィゲロアをストップに追い込めなかったことも反省材料となった。この後も荒川はWBC世界ライト級3位にとどまり、2位のデニス・シャフィコフが別団体で世界王座に挑戦することが決まると再び2位に浮上した。
フィゲロアと荒川はいずれもこの試合の次戦として、2014年3月8日のゴールデンボーイ・プロモーションズ主催興行に登場することが予定された。この興行はサウル・アルバレス対アルフレド・アングロ戦をメインイベントとしてMGMグランド・ガーデン・アリーナで開催され、フィゲロアはサウルの兄リカルド・アルバレスを迎えての初防衛戦、荒川はホルヘ・リナレスとのWBCライト級挑戦者決定戦を行うことになっていた。しかしフィゲロアがこの試合で傷めた両手は回復が遅れ、準備期間に数回のスパーリングができるようになってはいたが、試合の8日前のスパーリングで左手首を再び悪化させ、試合延期の決断を余儀なくされた。フィゲロアの試合がショウタイムのPPV（ペイ・パー・ビュー）の中継カードから外れたことで、PPVに先駆けてショウタイム・エクストリームで中継されることになっていた荒川の試合はPPVの中継カードに組み込まれることになった。

## 反響
試合の様子は、アメリカ大陸ではカナダからアルゼンチンまで広く報道された。フィリピンのメディアは興行やテレビ中継に携わったメンバーの紹介とともに興行全体をレポートし、荒川対フィゲロア戦が主役をさらったと書いている。日本やイギリスのメディアでも報じられた。フランスでは、両者がスタンディングオベーションを受けたことなどがフランスボクシング連盟の公式ウェブサイトで報告され、ユーロスポーツ・アジアは両者の激闘ぶりをアル・バーンスタインのコメントとともに報じた。ドイツでは荒川の「途轍もない闘志」などがレポートされ、ポーランドのポータルサイトでは、フィゲロアの負ったダメージや、試合中に両選手が示した互いへの敬意、コンピュボックス社のデータなどが詳細に報じられた。この他、ギリシャなどでも簡単に報告された。

### マスメディアの反応
以下は、米国におけるマスメディアの反応である。

#### 称賛の声
BWAA（全米ボクシング記者協会）副会長のマイケル・ウッズは「敗者なし」と題した記事の中で、この試合は期待をはるかに超えた年間最高試合候補だとしている。また、両者の超人的な努力は称賛に値するものであり、勝者を発表することはフェアではないとし、荒川の溢れんばかりの勇気とハートは引き分けに値すると述べた。さらに、荒川は最後にテキサス、サンアントニオへの感謝の言葉を叫んだが、荒川の努力を見て彼のファンにならなかった人も、その叫びで示された謙虚な礼儀正しさを見てファンになったはずだと続け、これは超一流の試合だったのだと結んでいる。
BWAAメンバーのジェイク・ドノバンは、メインカード3試合のうち事前には最も期待の薄い試合だったかもしれないとしながら、2人のパンチャーが超人的な勇気と試合中の回復力を示して奇跡のように12ラウンドを戦い終えると、両者は即座に、次の試合を早く観たいというファンの崇拝の対象となったと説明し、フィゲロアの両拳は、決して反撃をやめなかった荒川の並外れた勇気と相まって、前代未聞の、超一流の打撃戦を生んだと書いている。
この他、現地のボクシング記者は次のような見解を示している。
- これは、似たようなものを滅多に見ることのできない、意志の戦いだった。フィゲロアがパワーで優っているのは明らかであったが、荒川は被弾しながらも打撃を加速させた。手数では荒川が優り、最も有効だったのは左フックだった。試合中も試合後も、両者は互いへの敬意に満ちていた。ラウンド終了時にはグローブを合わせ、擦れ違ってコーナーに戻るときには敬意をもってうなずいた。両選手が12ラウンドにわたってベストを尽くしながら、自らを試そうとしていた。それは、ボクシングはこうでなければという最高の姿であり、ボクシングがいかに特別なものになりうるかということを改めて思い知らせるものだった[87]。

- 信じられないほど面白い、息をのむような戦いであった。両者が惜しみなく全エネルギーを注いだこと、また試合後のインタビューで見せた上品さのために、彼らには何らかの形でまた露出の機会が与えられるべきだ[46]。

- 筆舌に尽くし難い試合だ。両者が勝者だった。15ラウンド制であったら、荒川はフィゲロアを完全にすり減らしていたかもしれないし、あるいは自分自身がリングで息絶えていたかもしれない。荒川は米国ではほとんど無名であったが、試合後にはショウタイムへの再登場を望む数千人ものファンを獲得した[40]。

試合を中継したショウタイムのハイライト映像では、アル・バーンスタインが「2013年の、あるいはあらゆる年の最高試合のひとつ」と紹介している。中継中、バーンスタインは、ボクシングの試合ではもはや伝説となっているアルツロ・ガッティとミッキー・ウォードの3試合と較べ、「これはまるでウォード対ガッティだ！」と究極の賛辞を送った。この他、試合直後には『リング』誌、『USAトゥデイ』紙、『セントルイス・アメリカン』紙、ESPNおよびスペイン語局のESPNデポルテス、同じくスペイン語局のウニビシオン、ニカラグアの『ラ・プレンサ』紙、さらに米国のBoxingScene.com、フィリピンのPhilBoxing.comなどのウェブサイトが年間最高試合候補と報じた。また、3回を年間最高ラウンド候補、この興行を年間最高カードとする声もあった。
Yahoo!スポーツ記者のケビン・アイオリは、ショウタイムは間違いなく何度も再放送するだろうが、ボクシングマニアだけでなくライトなファンにとっても見逃せない試合だと述べ、上述のレイフィールは、この試合はショウタイムのオンデマンドチャンネルにも加わり、YouTubeの名作となるだろうとレポートしている。アイオリは、この試合はブランドン・リオス対マイク・アルバラード戦やティモシー・ブラッドリー対ルスラン・プロボドニコフ戦と同等の2013年の最高試合のひとつであるとし、次のように書いている。

#### ダメージへの懸念をめぐって
この試合は、アルツロ・ガッティ対ミッキー・ウォード戦の他、ディエゴ・コラレス対ホセ・ルイス・カスティージョ戦やイスラエル・バスケス対ラファエル・マルケス戦とも比較された。上述のドノバンは「人間が耐えられる痛みの範囲を超えた試合」と書いている。また、同じくBWAAメンバーのデイビッド・P・グライスマンは次のような記事を書き上げている（要約）：
クイーンズベリー・ルールは、ボクシングの魅力的な要素は排除せずに、安全化を図りながら改正を重ねてきた。しかし、競技がいかに安全なものであっても、ボクサーはリングに上がる時、自分たちの命が懸かっていることを認識している。ディエゴ・コラレスやアルツロ・ガッティといった伝説的なファイターは極限の打撃戦を厭わず、それゆえに称賛を浴びたが、ボクサーが危機に瀕することへの懸念は常にある。荒川は時折鮮やかなパンチを当てながら攻撃を続け、フィゲロアは耐え続けたが、第三者的には、荒川がどこまで持ちこたえるか、あるいはこのような試合は自分たちが観たいものなのか、確信が持てなくなる場面もあった。荒川はユナニマス・ディシジョンで敗れ、尊敬を勝ち取り、ボクサーに期待される「何があっても戦う意志」の象徴であった。ボクサーは観客を楽しませることと同時に勝利を期待されている。常にディフェンスを心がけなければならない一方で、あまりにディフェンスばかりにとらわれればバッシングを受ける。傷を負いながら戦えば崇拝されるが、ボクサーは長年にわたるスパーリングや試合の影響とともに生きていかなければならない。熟練したボクサーが賛美される一方で、年間最高試合は最も面白い試合に贈られる。試合後、病院で荒川とフィゲロアが傷だらけの顔で一緒にポーズをとる写真は、アルツロ・ガッティとミッキー・ウォードの似たような場面を彷彿させた。打撃戦でボクサーが被弾を重ねることに気をもむ者がいる一方で、そのボクサーがパンチを受けながらもまだ反撃できることに感激する者もいる。これらのゆえに、ボクシングから得られる喜びは、何よりも気がとがめるような感覚を伴う性質のものである。
この他、ダメージを懸念した現地のボクシング記者は次のようなレポートを書いている。
- 試合直後には記事を書けない類の試合だった。試合は残酷で、次第に観るのが不快になり、恐ろしささえ感じさせるものだった。Twitterや他のウェブサイトでは、メディアのメンバーだけでなく選手たちまでが試合を止めてほしいと願うほどであった。しかし荒川はリング上で手を出し続け、レフェリーも技術的な問題以外で試合を止めることは困難な状況であった。何より荒川自身が大胆不敵なプライドと決意をもって戦っていた。この試合を観ずに年間最高試合を決める議論はできない。両者に脱帽である[94]。

- 試合は途中から不快な様相を呈し始めた。荒川は被弾を重ね、ポイントをとれず、試合後半には、試合を止めてくれという嘆願の声が強まっていった。ただ、荒川の健康が無事だとわかった今ならば、試合を素晴らしいものにしたひとつの要素、つまり荒川の限界を超えた勇気に感謝することができる。フィゲロアもライト級で本物の選手であることを証明する好パフォーマンスを示したが、荒川の勇気の前に霞んでしまった[92]。

この試合におけるこれらの懸念に対し、IBRO（国際脳研究機構）メンバーのケルシー・マッカーソンは、次のような見解を述べている：
公式採点ではポイントがつかなかったが、荒川は最後まで何度もフィゲロアにダメージを与えていた。両者はかみ合い、いずれにも勝機があった。試合を止めなかったレフェリーの判断は正しい。荒川は傷つき出血してはいたが、ラウンド終了のゴングの後で、戻るべき自分のコーナーを見失うようなことは一度もなく、他の選手と較べて特別危険な状態にあったわけでもない。それでも、ただ根性や流血を見ることに耐えられないからという理由で、ボクサーやセコンドやレフェリーやリングドクターに指図する権限があるかのように振る舞う人々は、恐らくボクシング観戦には向いていないだろう。

### 関係者等の発言
米国のボクサーであるティモシー・ブラッドリーは、フィゲロアのベストショットを受けても立っていた荒川は、これまで自分が見てきた中で最もタフなボクサーだと述べ、荒川とフィゲロアの対戦を年間最高試合としており、自分がルスラン・プロボドニコフに勝利した試合（HBOで中継され、2013年前半に年間最高試合の最有力候補であった）などはこの試合に比べれば子供騙しだと語っている。フィゲロアとブラッドリーのトレーナーを務めるホエル・ディアスは彼らに、「打たれ強く、君らをひどい目に遭わせるボクサーといつか対戦するだろう」と話していたが、それがフィゲロアにとってはこの試合だったと述べている。またある時フィゲロアは、試合でカットして血まみれになったらどんな感じがするか知りたいとディアスに話していたが、荒川戦の後、この一試合でそれらが全部起きたとディアスに告げている。ディアスはブラッドリーの謙虚さに肩をすくめながら、自分ならブラッドリー戦を年間最高試合にすると話した。
Twitterでは、記者をはじめとするスポーツ関係者、選手などが、この試合について発言した。以下は、記者および上述のテレビ関係者・ボクシング関係者を除いた、スポーツ関係者等によるツイートの一部である。
キング・モー（米国の総合格闘家、プロレスラー）
- 東部夏時間7月27日午後10時22分：「年間最高試合かもしれない！」[96]

ブライアン・ケニー（『チャンピオンシップ・ボクシング』進行役）
- 同7月27日午後10時31分：「ショウスポーツ（ショウタイムスポーツ）に欠けている唯一のものはこの試合だ。この手の熱狂だ。」[97]

オースティン・トラウト（米国のボクサー）
- 同7月27日午後10時37分：「言葉にならない。この試合は超人的だ。」[98]

ジャミール・マクライン（米国のボクサー）
- 同7月27日午後10時46分：「試合を止めてください。彼は自分ではやめない。荒川はとても危険な状態になっている。」[99]

ルー・ディベラ（米国のプロモーター）
- 同7月27日午後10時46分：「この日本人青年を、彼自身の勇気から守る必要があるかもしれない」[100]
- 同7月27日午後10時58分：「私は立って拍手している」[101]

ジョー・カルザゲ（イギリスのボクサー）
- 同7月27日午後11時2分：「長い間観てきた中で、最高の試合のひとつだ！」[102]

スティーブン・エスピノサ（ショウタイムスポーツ副社長兼ゼネラル・マネージャー）
- 同7月27日午後11時15分：「フィゲロアの靴が全てを物語っている」[写真 2]

ジミー・レノン・ジュニア（『チャンピオンシップ・ボクシング』リングアナウンサー）
- 同7月28日午前0時2分：「荒川の健康が心配だった。残忍な試合で、スコアが示すより接戦だった。」[103]

マイク・トラウト（米国の野球選手）
- 同7月28日午前1時54分：「しばらく観てきた中で、間違いなく最高の試合だ！」[104]

ユリオルキス・ガンボア（キューバのボクサー）
- 同7月28日午後2時38分：「オマール・フィゲロア対荒川仁人戦はいい試合だ。観てみてくれ。」[105]

デイビッド・コールドウェル（イギリスのプロモーター）
- 同7月31日午後7時45分：「私が観てきた最高の試合の中にランクせざるをえない。素晴らしい。ボクシングにとって名誉なことだ。」[106]

スティーブン・エスピノサ（上述）
- 同7月31日午後9時17分：「ちょうど今、フィゲロアと荒川の試合を観ている。これが3度目だ。そして私はまだ魅了されている。」[107]

カーティス・ウッドハウス（イギリスのボクサー、元サッカー選手）
- 同8月3日午前6時47分：「ボックスネイション（英語版）でまた荒川対フィゲロア戦を観ている。もしこれが年間最高試合でないなら、何がそうなのか知りたい。なんという試合だ！」[108]

## アメリカ合衆国における2つの評価軸
『リング』誌の公式ウェブサイトRingTV.comでは、両者は最後まで一進一退の攻防を繰り広げ、年間最高試合候補となる最高評価の試合を戦ったが、フィゲロアの凄まじい勝利は、同誌の選定する「強さ」を基軸とした個別のボクサーのトップ10に名を連ねるには不十分として、この試合による同誌ランキングの変動はなく、両者ともにランク外のままとなった。
一方、RingTV.comはこの年それまでに行われた試合を対象に、ファンがどの試合を年間最高試合として支持するか投票を募り、8月15日に結果を発表した。合計11,000件を超える投票の結果、1位に選ばれたのはティモシー・ブラッドリー対ルスラン・プロボドニコフ戦（44.4パーセント）で、荒川対フィゲロア戦は2位となる19.4パーセントを獲得した。3位にはブランドン・リオス対マイク・アルバラード戦（再戦、16.4パーセント）が選ばれ、以下にカール・フローチ対ミッケル・ケスラー戦（再戦）、マルコス・マイダナ対ホセシト・ロペス戦、エリスランディ・ララ対アルフレド・アングロ戦、ギレルモ・ジョーンズ対デニス・レベデフ戦が続いた。年間最高試合選出の基準は「面白さ」であるとされている。
パウンド・フォー・パウンドの概念が強さの象徴となっているのとは別に、米国では観客を楽しませ、興奮させるファイトスタイル、あるいは勇敢さや勝利への意志を持つボクサーが高く評価される土壌があり、このような選手のトップを占める者たちは分ごとラウンドごとにファンの関心を惹きつけ、巨額のテレビマネーを稼ぎ出す。その代名詞となっているのがアルツロ・ガッティである。価値を下げる一方の世界王座そのものへの関心は薄れ、特にHBOは純粋な強さ、面白さで中継カードを選別し、主催者側の選手だけでなく、その対戦相手の質にもこだわっている。ボクサー自身にとっても、大手ケーブルテレビ局のHBOやショウタイムで試合を中継されることは、それ自体がステイタスとなっている。

## 課題への指摘
ニューヨーク市在住のスポーツ記者・杉浦大介は、日本のプロボクシングが世界王座に重点を置いていることを説明した上で、荒川がそれを獲得することを目指すからには「これ以上の敗戦は致命傷になりかねないだろう」として、攻撃力の強化などを課題に挙げている。
フィゲロアも、ディフェンス不足や、いつまでもこの試合のような激闘スタイルで戦い続けるのは不可能であることを指摘されている。これに対してフィゲロアは、「あの試合がどのようなものであったかは、経験した僕たちにしかわからない」「僕たちは2人で2,000発あまりのパンチを振るい、血まみれになり、お互いに滅茶苦茶に打たれた。それでも不平を言う人はいる。メイウェザーは1ラウンドに2回ぐらいしかパンチを出さないが、やはり文句を言われる。だから僕は何を言われても気にしない。」と話している。
もともとフィゲロアはスタイルを変えるつもりはなく、上述のドノバンはそれを確認した上で、「フィゲロアの復帰戦の準備が整い次第、間違いなくテレビ中継も決まるだろう。フィゲロアは、そのスタイルゆえに今年最大のイベントのアンダーカードで戦うチャンスを犠牲にはしたが、保全のために自分の縞模様を変えることをこの虎に期待しないでください。」と書いている。

## ノックアウト・キングス II

### 興行の概要
この興行『ノックアウト・キングス II』は、2012年9月にゴールデンボーイ・プロモーションズが主催して好評を博した『ノックアウト・キングス』の2回目である。同社とレイハ&バッタープロモーションズが共催し、セミファイナルの荒川対フィゲロア戦は帝拳プロモーションと提携して行われた。
興行主催者と契約する選手は全員が赤コーナーで戦う傾向にあるが、この日のトリプルメインイベントに登場したゴールデンボーイ・プロモーションズ契約選手（いずれもアドバイザーのアル・ヘイモンとも契約）のキース・サーマン、オマール・フィゲロア、アンドレ・ベルトのうち、赤コーナーについたのはサーマンのみであった。プロモーターやマッチメイカーは力の見合う者同士を対戦させるように見せかけながら、実際には自らの期待通りの結果が得られるように計画されている。しかし、主催者の意図に沿うものであったかどうかは別として、この興行ではいずれも実力伯仲の好試合が展開された。
サーマンの勝利には「ノックアウト・オブ・ザ・ナイト」（大会のベストKO賞）として1万ドルのボーナスが支給されたが、ファイナルでヘスス・ソト・カラスがベルトを打ち負かしたKO劇の方がより美しいハイライトであったとする声もあり、観客を本当にノックアウトしたのは皮肉なことにKO決着では終わらずに12ラウンドを戦ったフィゲロアと荒川だったという見方もあった。
荒川は上述のように開催地のサンアントニオに感謝の意を示したが、直前の試合で勝者としてインタビューを受けたサーマンは、「ここでこの街にも感謝したい、サンディエゴ！」と都市名を間違えて叫び、大ブーイングを受けていた。
同日、HBO2とウニマスでは、ジェネシス・セルベニアと冨山浩之介による9ラウンドの好試合などが中継された。

### 中継カード
| 赤コーナー                           | 結果          | 青コーナー                                       | 備考                                  |
| ------------------------------------ | ------------- | ------------------------------------------------ | ------------------------------------- |
| ○ ヘスス・ソト・カラス（メキシコ）   | 12回 0:48 TKO | × アンドレ・ベルト（アメリカ合衆国）             | NABF北米ウェルター級王座決定戦        |
| × 荒川仁人（日本）                   | 判定 0–3      | ○ オマール・フィゲロア（アメリカ合衆国）         | WBC世界ライト級暫定王座決定戦         |
| ○ キース・サーマン（アメリカ合衆国） | 10回 0:28 KO  | × ディエゴ・ガブリエル・チャベス（アルゼンチン） | WBA世界ウェルター級暫定タイトルマッチ |

米国では、ショウタイムの『チャンピオンシップ・ボクシング』が東部夏時間午後9時から上表の3試合を中継した。同午後7時からはショウタイム・エクストリームがアンダーカードから中継していた。また、イギリスのボックスネイションやパナマのRPC-TVなどが衛星中継し、日本では7月29日午後9時および8月3日午前9時45分（日本標準時）からWOWOW『エキサイトマッチ』がセミファイナルを放送した。
ショウタイムで中継された3試合は、3日後の7月30日（東部標準時・太平洋標準時いずれも午後10時開始）にショウタイム・エクストリームで、7月31日（同午後8時開始）にはショウタイムで再放送されることになった。また、ショウタイム・オンデマンド（ビデオ・オン・デマンド）およびショウタイム・エニータイム（オンラインサービス）のメニューにも追加された。
荒川対フィゲロア戦は、両選手がともに次戦を予定していた2014年3月8日の直前には、ショウタイム・エクストリームだけでなく、CBSのケーブルチャンネルであるCBSスポーツネットワークでもプライムタイムで再放送された。

### 写真・映像資料
写真
1. ↑  Eric Gomez（ゴールデンボーイ・プロモーションズ） (2013年7月). “Figueroa and Arakawa both discharged from the Hospital” (英語).  Instagram.com. 2013年8月1日閲覧。
2. ↑  Stephen Espinoza (2013年7月27日). “Figueroa's shoes tell the whole story.” (英語).  Twitter. 2013年8月16日閲覧。

映像
1. ↑  【WOWOW】 "世界初挑戦！" 荒川仁人インタビュー (英語). WOWOW公式YouTubeチャンネル. 15 July 2013.  該当時間: 2' 52". 2013年8月2日閲覧。
2. ↑  Weigh In: Andre Berto vs. Jesus Soto Karass, Figueroa Jr. vs. Arakawa, Thurman vs. Chaves - SHOWTIME (計量風景) (英語). ショウタイム公式YouTubeチャンネル. 26 July 2013.  該当時間: 0' 42". 2013年8月5日閲覧。
3. ↑  Omar Figueroa vs. Nihito Arakawa - Round 3 - SHOWTIME CHAMPIONSHIP BOXING (荒川対フィゲロア戦・3回全容) (英語). ショウタイム公式YouTubeチャンネル. 1 August 2013. 2013年8月2日閲覧。
4. ↑  Countdown Live: Canelo vs. Angulo - SHOWTIME Boxing (荒川対フィゲロア戦・ハイライト) (英語). ショウタイム公式YouTubeチャンネル. 8 March 2014.  該当時間: 17' 38". 2014年5月17日閲覧。
5. ↑  Omar panterita Figueroa vs nihito arakawa Omarwon (会場の様子). 会場観戦者によるYouTube映像. 28 July 2013. 2013年8月1日閲覧。
6. ↑  Recap: Berto vs. Soto Karass, Figueroa Jr. vs. Arakawa, Chaves vs. Thurman - SHOWTIME Boxing (興行ハイライト) (英語). ショウタイム公式YouTubeチャンネル. 28 July 2013.  該当時間: 0' 44". 2013年8月1日閲覧。

## 参考資料
- 「舞台は整った 荒川 vs. 三垣」「実現するのかWBCカップ」『アイアンマン』3月号増刊（『ボクシング・ビート』3月号）、フィットネススポーツ、2012年2月15日、pp. 45、80。
- 杉浦大介 (2013年8月4日). ““敗者なき戦い”の後で”.  現代ビジネス. pp. 1–4. 2013年8月6日閲覧。